# 阿尔班
阿尔班（法語：Arbin，法語發音：[aʁbɛ̃]）是法国萨瓦省的一个市镇，属于尚贝里区。

## 地理
阿尔班（45°30'30"N, 6°4'1"E）面积1.71 平方千米，位于法国奥弗涅-罗讷-阿尔卑斯大区萨瓦省，该省份为法国东部省份，历史上为薩伏依的一部分，北起上萨瓦省，西接伊泽尔省和安省，南部和东部与上阿尔卑斯省和意大利接壤。
与阿尔班接壤的市镇（或旧市镇、城区）包括：蒙梅利扬、普拉奈斯。

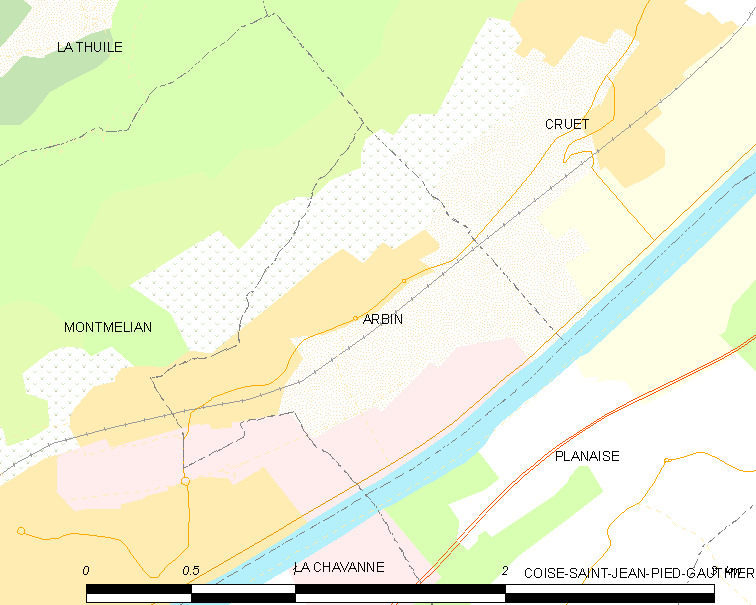
阿尔班的OSM定位图

阿尔班的时区为UTC+01:00、UTC+02:00（夏令时）。

## 行政
阿尔班的邮政编码为73800，INSEE市镇编码为73018。

## 政治
阿尔班所属的省级选区为蒙梅利扬县。

## 人口

1962-2008年间阿尔班人口变化图示

阿尔班于2022年1月1日时的人口数量为816人。